# Ravel Morrison
Ravel Ryan Morrison, né le 2 février 1993 à Wythenshawe, Manchester, est un footballeur international jamaïcain qui évolue au poste de milieu de terrain.

## Biographie

### En club

#### Manchester United
Né à Wythenshawe, dans le sud de Manchester, Ravel Morrison est repéré par l'ancien entraîneur mancunien Phil Brogan et signe avec les Red Devils en 2009. Il devient professionnel le 2 février 2010, le jour de son 17e anniversaire.
Il fait ses débuts en équipe première en League Cup le 26 octobre 2010 lors de la victoire 3-2 face Wolverhampton Wanderers. Commençant sur le banc, Morrison remplace le buteur Park Ji-sung en fin de match. Le 20 avril 2011, il ouvre le score face aux Blues de Chelsea FC à Old Trafford en demi-finale de la FA Youth Cup, où la réserve mancunienne s'impose 4-0. Morrison ajoute ensuite deux autres buts pendant le match retour de la finale de FAYC contre Sheffield United. La réserve mancunienne s'impose 4-1. Grâce à cette victoire, les Red Devils remportent la FA Youth Cup. Le 25 octobre 2011, le jeune Morrison est remplaçant pendant un match de League Cup qui oppose Manchester à Aldershot Town. En fin de match, il remplace le Sénégalais Mame Biram Diouf. Il entre ensuite à la mi-temps du cinquième tour de la League Cup en remplaçant Dimitar Berbatov, lors de la défaite des Red Devils face à Crystal Palace. Le 13 janvier 2012, Manchester United confirme qu'ils ont rejeté une offre de Newcastle, malgré le contrat de Morrison qui arrive à échéance en juin 2012.

#### West Ham
Le 31 janvier 2012, Ravel Morrison signe à West Ham, club de deuxième division anglaise. Avec ce transfert, une clause a été signée par les deux clubs afin que Manchester touche une somme de 25 000 £ dès que Morrison joue un match avec les Hammers. Le montant de la transaction ne sera pas dévoilé. Sam Allardyce, le manager de West Ham avait déclaré que le jeune Ravel Morrison était selon lui « un footballeur brillant » et qu'il avait « besoin de s'éloigner de Manchester et de commencer une nouvelle vie ». Le 17 mars 2012, il fait ses débuts pour les Hammers en remplaçant Jack Collison en fin de match. La partie s'achève sur un score de 1-1 face à Leeds United. Il marque son premier but face à Cheltenham Town en League Cup. Le 6 octobre 2013, il inscrit un superbe but contre Tottenham en trompant Hugo Lloris après avoir effectué un slalom dans la défense des Spurs, contribuant à la victoire 3-0 de son équipe. 

#### Prêt à Birmingham City
Pour gagner un peu d'expérience dans le monde du football, Morrison est prêté pour la saison 2012-2013 au club de Birmingham City, évoluant en Football League Championship (deuxième division anglaise). Il débute avec son nouveau club en League Cup, le 14 août, et joue 78 minutes lors d'une victoire des siens 5-1 contre Barnet. Il garde sa place de titulaire lors du match d'ouverture de la saison de deuxième division anglaise, la partie se termine sur un match nul de 1-1 face à Charlton Athletic. À cause des problèmes avec son attitude, le manager Lee Clark a failli mettre fin à son prêt mais Morrison revient dans l'effectif des Blues de Birmingham en octobre. Malgré ses performances, Birmingham échoue de peu à battre le leader du championnat, Leicester City. Le 23 octobre 2012, après l'incroyable remontée de Birmingham face aux leaders et un superbe match de Morrison, Lee Clark souligne que « ce n'était pas seulement grâce à son élégance, à sa facilité et à ses passes mais aussi grâce à son intensité de travail » que le jeune anglais est bon pendant ses matchs. Le 17 novembre 2012, il marque son premier but en championnat d'une « volée spectaculaire » contre Hull City permettant à son équipe de revenir à 3-1. Le match s'achèvera sur une victoire de 2-3 pour Hull City.

### Prêt au Queens Park Rangers
Le 19 février 2014, il est prêté au Queens Park Rangers. Morrison marque un doublé d'un coup franc et d'une frappe du pied droit lors de la victoire des Queens Park Rangers à St Andrew's contre Birmingham City sur le score de 2-0. Il marque également un doublé contre Yeovil Town à Loftus Road lors d'une victoire 3-0. Morrison marque à nouveau au Riverside Stadium à la 95e minute peu après un but chanceux de Zamora, il permet alors de sceller la victoire de QPR sur Middlesbrough.

### Prêt à Cardiff City
Le 23 septembre 2014, il est prêté à Cardiff City.

### Diverses expériences
Le 16 juillet 2019, il rejoint Sheffield United.
Après une saison aux Pays-Bas, le 7 août 2021, il rejoint Derby County.

### En sélection
Morrison joue pour l'Angleterre des moins de 16 ans, des moins de 17 ans et pour les moins de 18 ans mais ne dispute que des matchs amicaux. Début octobre 2013, il est appelé avec les espoirs anglais pour les matchs contre Saint-Marin et la Lituanie en vue des qualifications du Championnat d'Europe espoirs 2015. Il s'offre un doublé face à la Lituanie. Les Young Lions s'imposent 5-0.
Ravel Morrison opte finalement pour la Jamaïque et honore sa première sélection le 14 novembre 2020 lors d'un match amical contre l'Arabie saoudite.